# Der Himmel über Berlin
Der Himmel über Berlin ist ein Fantasy-Drama aus dem Jahr 1987 von Wim Wenders, der auch gemeinsam mit Peter Handke und Richard Reitinger das Drehbuch schrieb. 
Der sowohl in Farbe als auch in Schwarzweiß gedrehte Film erzählt von unsichtbaren, unsterblichen Engeln, die in Berlin wandeln und den Gedanken der menschlichen Bewohner zuhören, um die Verzweifelten zu trösten. Einer der Engel, der von Bruno Ganz gespielte Damiel, verliebt sich in eine junge Frau und beschließt, aus Liebe zu ihr sterblich zu werden. In den weiteren Hauptrollen neben Ganz spielen Solveig Dommartin, Otto Sander, Curt Bois und Peter Falk.
Der Himmel über Berlin entwickelte sich zu einem internationalen Erfolg und zu einem von Wenders’ bekanntesten Filmen. Der Regisseur wurde bei den Internationalen Filmfestspielen von Cannes in der Kategorie Beste Regie ausgezeichnet, ebenso später beim Europäischen Filmpreis. Der Film zog sowohl eine von Wenders gedrehte Fortsetzung (In weiter Ferne, so nah!, 1993) als auch ein Hollywood-Remake (Stadt der Engel, 1998) nach sich.

## Handlung
Die Engel Damiel und Cassiel treten schon seit Anbeginn der Zeit als unsichtbare Beobachter der Welt auf, insbesondere in Berlin. Sie können nicht in das Leben der Menschen eingreifen und sich ihnen nicht zu erkennen geben, ihnen jedoch neuen Lebensmut einflößen. Dabei sind sie in der Lage, die Gedanken der Menschen zu hören und so auch deren der Außenwelt verborgene Sorgen mitzubekommen. Das Leben der Engel ist rein geistig, sinnliche Empfindungen sind ihnen unzugänglich und sie können nicht mit der physischen Welt interagieren. Lediglich Kinder, die eine reine unverdorbene Seele haben, nehmen sie wahr. Während ihres Alltags hören die Engel dabei eine Vielzahl an Problemen mit, die die Menschen haben; eine nicht unerhebliche Anzahl von ihnen lebt in der dicht besiedelten Stadt emotional isoliert und scheint von ihrem Umfeld entfremdet zu sein. Der Wunsch, am Leben der Sterblichen und deren Empfindungswelt teilzuhaben, wird bei Damiel so groß, dass er dafür bereit wäre, auf seine Unsterblichkeit zu verzichten.
Zwei Personen, die dabei von beiden Protagonisten zu separaten Momenten besonders intensiv beobachtet werden, sind (der sich im Film selbst spielende) Peter Falk, der in Berlin in einem Film über den Nationalsozialismus einen amerikanischen Agenten spielt und dabei versucht, die Gesichter der am Set anwesenden Personen in Zeichnungen einzufangen, sowie die Trapezkünstlerin Marion, die ihre letzte Vorstellung gibt, da der Zirkus, zu dessen Besetzung sie gehört, keinen Gewinn abwirft und sich die Kosten für die Show nicht mehr leisten kann. Marion ist von Einsamkeit geplagt und scheint keine Erfüllung in ihrem Leben finden zu können. Damiel verbringt viel Zeit damit, ihren Gedanken zu lauschen, und verspürt eine starke Zuneigung zu ihr, welche seinen Wunsch nach der Möglichkeit, ein menschliches Dasein zu führen, noch verstärkt, da er weder mit ihr sprechen noch sie berühren kann. In einer Nacht, die er an ihrem Bett verbringt, erscheint er ihr in einem Traum, in dem sich die beiden näherkommen.
Währenddessen kann ein von Depressionen geplagter Mann, dem Cassiel folgt und dem er durch seine Präsenz neuen Lebensmut einhauchen will, nicht vom Selbstmord abgehalten werden; er stürzt sich vor den Augen des Engels in den Tod.
Eines Tages trifft Damiel abseits des Sets an einem Imbissstand auf Peter Falk, der ihm zu verstehen gibt, dass er ihn zwar weder hören noch sehen kann, seine Präsenz aber dennoch die ganze Zeit über fühlen konnte. Er schüttelt ihm symbolisch die Hand, zeigt sich empathisch für seine Situation und bezeichnet sich als einen Freund. Am nächsten Tag spricht Damiel mit Cassiel und teilt ihm freudig mit, dass er in Zukunft ein irdisches Leben führen werde und wie sein erster Tag als Mensch aussehe. Cassiel hält dies zunächst für ein fantastisches Gedankenspiel seines Freundes und Kollegen, stellt dann jedoch fest, dass Damiel Fußabdrücke hinterlässt. Kurz darauf fällt dieser, anscheinend bewusstlos, um.
Am nächsten Tag wacht Damiel auf dem Gehsteig auf, als ihm ein Harnisch auf den Kopf fällt. Er bemerkt, dass er blutet, zudem kann er erstmals Farben erkennen und schmecken: er hat sich, seinem Wunsch entsprechend, in einen Menschen verwandelt. Von einem zufällig anwesenden Passanten erhält er etwas Geld für einen Kaffee – das erste Nahrungsmittel, das er jemals zu sich nimmt. Mit seinem Harnisch als Startkapital, den er für 200 Mark verkauft, um sich Kleidung zu leisten, beginnt er sein irdisches Leben in der Welt. Er sucht am Rande des Filmsets Peter Falk auf, der ihn, obwohl er ihn nie gesehen hat, sofort erkennt. Der offenbart ihm, dass er selbst einst ein Engel war, der sich wünschte, ein Mensch zu werden, und dass es noch andere gebe, die diesen Schritt unternommen hatten. Er gibt ihm noch etwas Geld auf seinem Weg mit.
Damiel erreicht zu spät den Platz, an dem der Zirkus stand, niemand ist mehr da. Er ist ratlos, wie er Marion finden kann und läuft durch die Stadt. Er sucht ein Konzert der Band Nick Cave and the Bad Seeds auf, da er weiß, dass sie deren Musik mag. In einer Bar im Nebenraum treffen die beiden schließlich aufeinander. Marion erkennt ihn als den Mann aus ihrem Traum wieder und bittet ihn vorerst, sie nicht zu küssen. Sie erzählt ihm zuvor ihre Geschichte von gescheiterten Beziehungen, die zu ihrer Einsamkeit führten, und dass sie in Zukunft nur noch einen Mann lieben will, der es ernst meint. Danach küssen sich die beiden und werden ein Paar.
Auch Cassiel, dem der Suizid, den er nicht verhindern konnte, und der Verlust seines Freundes zu schaffen macht, trifft bei der Imbissbude auf Falk, der ihm auf die gleiche Weise die Wahrnehmung seiner Präsenz offenbart und seine Freundschaft bekundet. Anders als Damiel verbleibt Cassiel jedoch als Engel auf Erden. Ersterer erzählt dem Zuschauer im Off währenddessen, dass die innige Verbindung, die er mit Marion nun verspüre, etwas ist, das er als Engel nie hätte haben können.

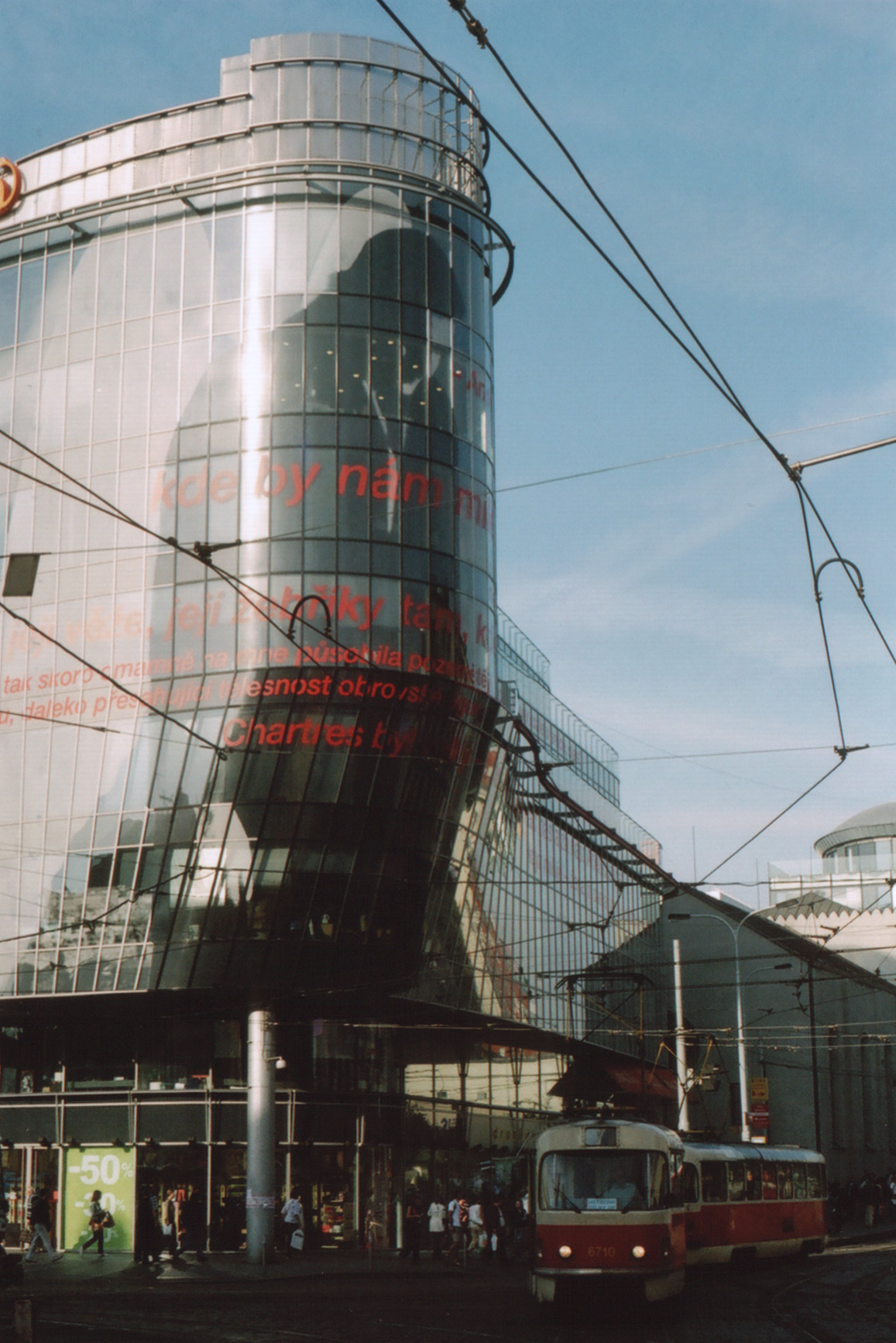
Gebäude Der Engel des Architekten Jean Nouvel. Mit einem Engel aus dem Film, der die Einwohner in Prag-Smíchov beobachtet.

## Hintergrund
Zu den Orten des Films gehören der Engel auf der Berliner Siegessäule (wobei es sich hier um einen Studionachbau handelt), der Potsdamer Platz (vor der Neubebauung), der Lesesaal der dortigen Staatsbibliothek zu Berlin, der Anhalter Bahnhof, die Langenscheidtbrücke in Berlin-Schöneberg und die Lohmühlenbrücke an der Grenze zwischen dem Ost-Berliner Stadtteil Treptow und dem West-Berliner Stadtteil Neukölln. Die Außenaufnahmen für den Zirkus spielen auf dem Gelände des heutigen Theodor-Wolff-Parks (Kreuzberg), im Hintergrund sieht man das Tommy-Weisbecker-Haus. Für die Bunkerszenen wurde der Hochbunker Pallasstraße zum Drehort. Die Konzertszenen und die abschließende Akrobatikszene spielen in den Relikten des Hotel Esplanade, das mittlerweile versetzt und in das Sony-Center integriert wurde. Dort treffen Damiel und die Trapezkünstlerin bei einem Konzert von Nick Cave & the Bad Seeds das erste Mal aufeinander.
Für eine Kamerafahrt durch die Mauer lieferte der bekannte DDR-Kameramann Thomas Plenert einige Aufnahmen in Ost-Berlin, die dann von dem Schauspieler Hanns Zischler heimlich in den Westen gebracht wurden. Dessen Name wurde aber verabredungsweise nicht genannt, um ihm keinen Ärger zu machen.
Das Lied vom Kindsein von Peter Handke zieht sich als Leitmotiv durch den gesamten Film, die einzelnen Strophen wurden jeweils gesondert eingespielt. Weitere Texte, auf die sich der Film bezieht, sind Prolog für eine Liebe, Anrufung der Welt (1987) und Das Gewicht der Welt (1977) von Peter Handke, Über den Begriff der Geschichte (1940) von Walter Benjamin, die Duineser Elegien (1923) von Rainer Maria Rilke, die Odyssee (ca. 8. Jahrhundert v. Chr.) von Homer und die Anfangsworte des Buches Genesis.
Als Hommage an den französischen Kameramann Henri Alekan (1909–2001), der sich im Grunde bereits im Ruhestand befand und Wenders den Gefallen tat, für seinen Film Der Himmel über Berlin doch noch mal hinter dem Sucher Platz zu nehmen, trägt der darin vorkommende Zirkus den Namen Circus Alekan.

## Kritiken
Der Himmel über Berlin erreichte international große Anerkennung, bei dem US-Filmkritikerportal Rotten Tomatoes besitzt er – basierend auf 61 Kritiken – eine positive Bewertung von 95 %.

„Eine poesievolle Liebeserklärung an das Leben, an die Sinnlichkeit und an die Begrenztheit des irdischen Daseins.“

„Wim Wenders’ meditatives Meisterwerk ist Filmpoesie zum Träumen. In berauschenden Schwarz-Weiß-Bildern und monochromen Farben verzaubern die Theater-Veteranen Otto Sander und Bruno Ganz mit intensivem Spiel. Schwebende Kamerafahrten und sinnliche Toncollagen geben diesem preisgekrönten Film eine Strahlkraft von geradezu hypnotischer Wirkung.“

„Kamera: Henri Alekan. Das ist schon fast alles, was man Wenders’ reichlich naivem und überlangem Film (Drehbuch: Peter Handke) zugute halten mag. Ein geschwätziges, von Kunstgewerbe angekränkeltes, synthetisches Stück Kino.“

„Himmel über Berlin erzeugt Spannung gerade nicht dadurch, dass er seinen Plot herunterfilmt. Er erschafft vielmehr eine Stimmung der Traurigkeit und der Isolation, der Sehnsucht und der Vergänglichkeit alles Irdischen. Falls der Mensch tatsächlich das einzige Tier ist, das weiß, dass es in der Zeit existiert, handelt dieser Film von genau diesem Wissen. Ein wunderschöner Film.“

## Auszeichnungen
Der Himmel über Berlin gewann zahlreiche Preise. Er erhielt 1988 den Deutschen Filmpreis in Gold, den Bayerischen Filmpreis und den Europäischen Filmpreis. Auf dem Filmfestival Cannes 1987 gewann Wim Wenders den Preis für die beste Regie. Auf dem Filmfestival in São Paulo 1988 erhielt der Film den Publikumspreis. Er war außerdem für einen César als Bester ausländischer Film nominiert und gewann den Preis des Syndicat Français de la Critique de Cinéma als bester ausländischer Film.

### Nachwirken
Der Himmel über Berlin war am Tag des terrestrischen Sendebeginns des Fernsehsenders arte, dem 28. September 1992, der erste ausgestrahlte Spielfilm.
1993 drehte Wim Wenders unter dem Titel In weiter Ferne, so nah! eine Fortsetzung mit Otto Sander, Bruno Ganz und Solveig Dommartin in den Hauptrollen sowie Heinz Rühmann in seiner letzten Rolle. Der Film konnte jedoch nicht an die Beliebtheit seines Vorgängers anknüpfen.
Im Musikvideo zu Stay der Band U2 wurden im selben Jahr Sequenzen sowohl aus Der Himmel über Berlin als auch aus In weiter Ferne, so nah! übernommen, Bandmitglieder stellen darin die unsichtbaren Engel dar. Bono bezeichnet Der Himmel über Berlin als seinen Lieblingsfilm.
1998 wurde das Thema des Films unter dem Titel Stadt der Engel (mit Meg Ryan und Nicolas Cage) adaptiert. Im gleichen Jahr erschien die Single Hartreim Saga von Moses Pelham, die mit Homers vorletzten Worten beginnt: „Nennt mir die Männer und Frauen und Kinder, die mich suchen werden, mich, ihren Erzähler, Vorsänger und Tonangeber, weil sie mich brauchen, wie sonst nichts auf der Welt.“
Zum 20-jährigen Jubiläum kam der Film 2007 mit neuen Kopien – auch digitalen – noch einmal ins Kino; ebenso 2018 in einer nun aus den Originalnegativen restaurierten Version.
In einem Interview berichtete Wim Wenders im Jahr 2009, dass er eine seiner ungewöhnlichsten Erfahrungen mit seinem Film in Tokio gehabt habe. Dort sahen sich in einem stets vollbesetzten Kino ausschließlich Frauen den Film an. Niemand habe sich das dort erklären können. Eine Vermutung dafür sei, dass in dem Film die Männer, also die Engel, zuhören.
Die Popmusikerin Alanis Morissette drehte 2012 in der deutschen Hauptstadt zu ihrem Song Guardian einen Videoclip in Anlehnung an Der Himmel über Berlin und sagte dazu: „Mit dem Video ziehe ich den Hut vor Wim Wenders' Film. Er feiert sein 25-jähriges Jubiläum.“
Zum 70. Geburtstag von Wim Wenders ist 2015 auf der Grundlage des Drehbuchs von Wim Wenders, Peter Handke und Richard Reitinger eine Graphic Novel von Sebastiano Toma im Verlagshaus Jacoby & Stuart erschienen.
Der deutsche Rapper Pashanim veröffentlichte am 28. September 2022 das Mixtape Himmel über Berlin. Im Musikvideo des Songs Doppel G finden sich Screenshots des Filmes.